# Tablice rejestracyjne w Lesotho
Tablice rejestracyjne w Lesotho po raz pierwszy pojawiły się w 1967 roku. W tym kraju obowiązuje ruch lewostronny. W 1986 roku w Lesotho były zarejestrowane 6363 samochody osobowe oraz 15 379 ciężarowych i busów.
Obecny format tablic to L 0000, gdzie L to litera oznaczająca dany dystrykt, a 0 to cyfra. Poprzedni format tablic to LL 0000.

## Kody literowe poszczególnych dystryktów
Na podstawie
- A – Maseru
- B – Butha-Buthe
- C – Leribe
- D – Berea
- E – Mafeteng
- F – Mohale’s Hoek
- G – Quthing
- H – Qacha’s Nek
- J – Mokhotlong
- K – Thaba-Tseka
- W, X, Y, Z – pojazdy rządowe

Rejestracje pojazdów rządowych oraz tablice prywatne mają czerwone cyfry i litery oraz obramowanie tego samego koloru, natomiast zwykłe pojazdy mają niebieskie cyfry i litery oraz tego samego koloru obramowanie. Tablice poprzedniego formatu miały białe cyfry i litery na niebieskim tle oraz białe obramowanie. Przed 1979 tablice prywatne miały białe litery i cyfry na czarnym tle. Ówczesny format to Ll 0000, gdzie L oznacza Lesotho, l – kod dystryktu, a 0 – cyfrę.

## Mokorotlo

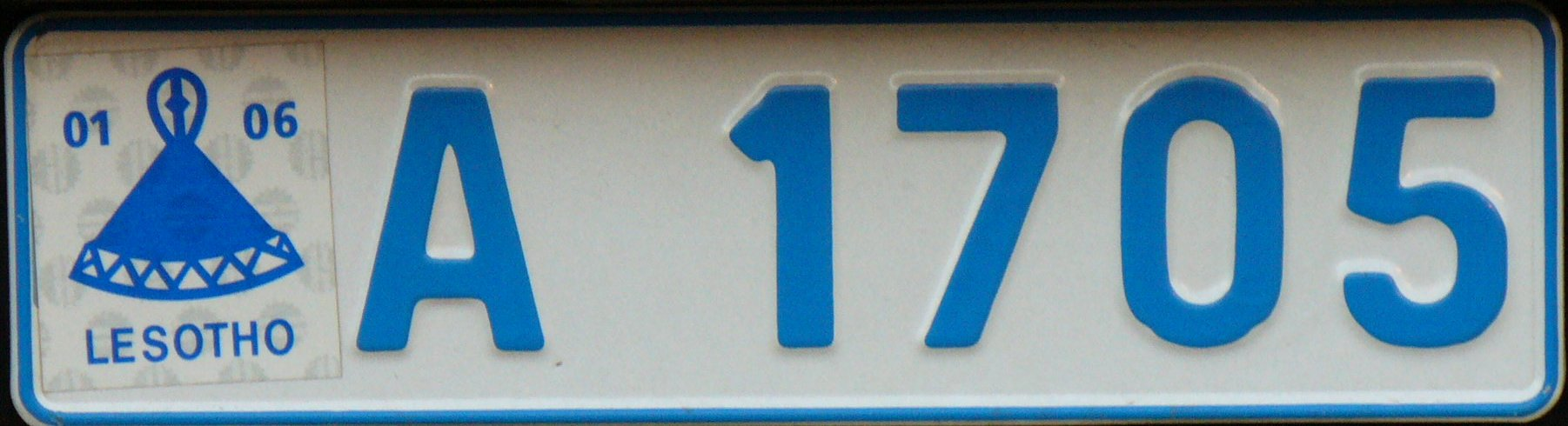
Tablica z dystryktu Maseru z naklejką mokorotlo

Naklejka mokorotlo jest przyklejana na rejestracje z pięcioletnim okresem ważności.